# Posadnik
Posadnik (in russo посадник?) è un termine slavo, per indicare i primi cittadini di alcune località russe durante l'epoca medievale. Tale termine, equiparabile a quello di borgomastro o podestà nell'occidente coevo, fu in particolare utilizzato per indicare i governatori di Velikij Novgorod e Pskov. Derivante dallo slavo ecclesiastico "posaditi", il suo significato può essere tradotto con l'espressione "posto" o "posizionato": i funzionari che ricoprivano questa carica erano così chiamati poiché, dopo la nomina da parte del Principe di Kiev, avevano il diritto/onere di regnare in sua vece. Dall'inizio del XII secolo furono eletti direttamente dagli abitanti delle due città.

## Novgorod

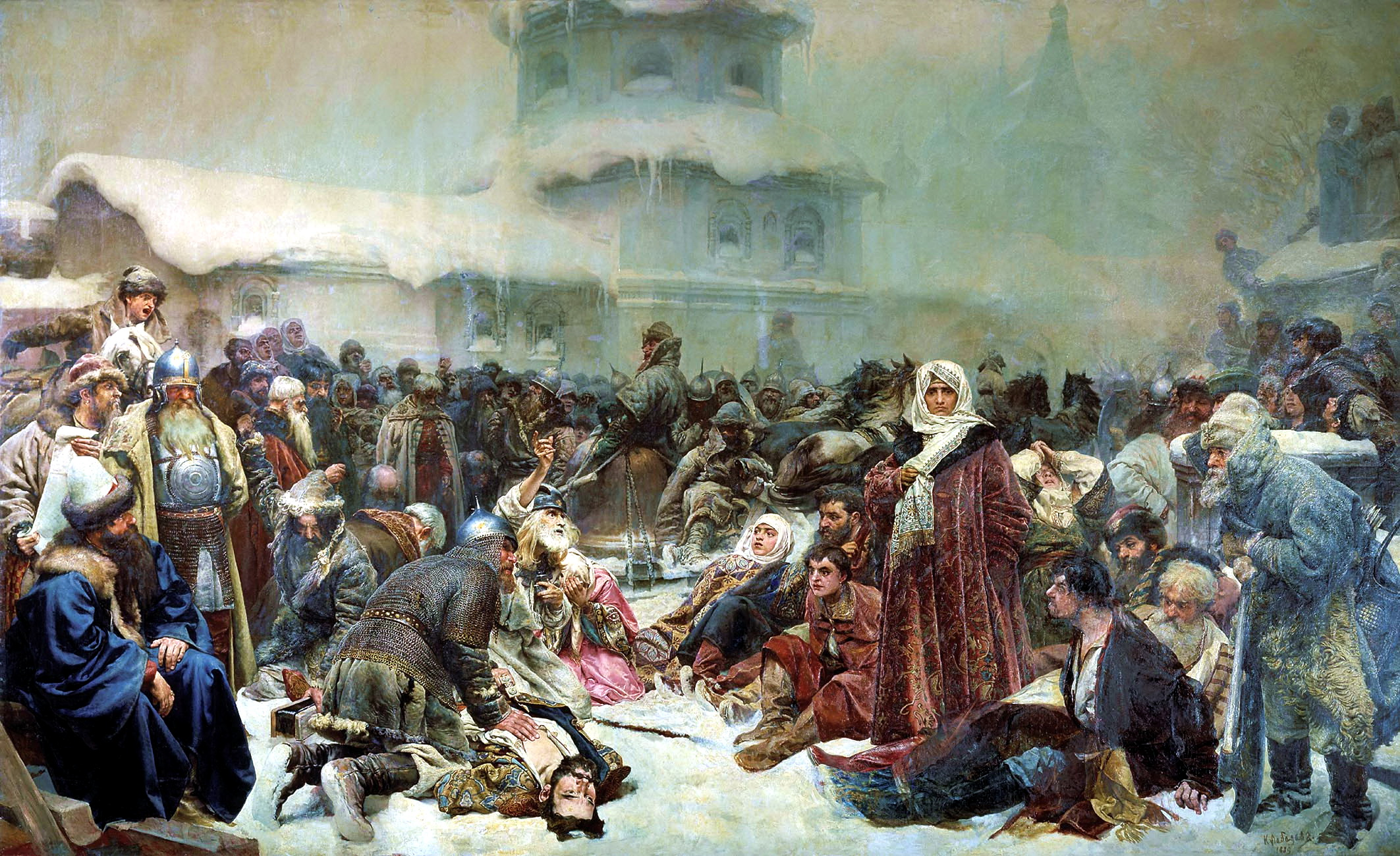
Destruzione di Novgorod

Nonostante siano pervenute leggende, come quella di Gostomysl, che indicano la presenza di posadnik nella città già dal IX secolo, il termine posadnik apparì per la prima volta all'interno della Cronaca degli anni passati intorno al 997. I primi a cui fu attribuito tale titolo furono Dobrynja (zio materno di Vladimir il Grande), suo figlio Konstantin Dobrynič e Ostromir, famoso per aver commissionato i Vangeli di Ostromir, tra i primi libri prodotti in Russia.
Nella Repubblica di Novgorod, il posadnik era eletto dal veče tra i boiardi della città. Le elezioni erano tenute annualmente. I boiardi di Novgorod, differentemente da quelli di altre parti della Rus', non erano una casta, a tal punto che anche i mercanti, una volta arricchitisi potevano aspirare al raggiungimento del richiamato rango. Secondo Valentin Janin, il "decano" sovietico della Storia medievale di Novgorod, la Repubblica si trasformò presto in senso oligarchico e alcuni posadnik arrivarono a reggere la carica consecutivamente per oltre un decennio, trasmettendola quindi ai propri figli o ad altri prossimi congiunti: da queste premesse lo storico giunse alla conclusione che tale titolo aveva mutato significato, diventando di fatto appannaggio della fazione boiarda più forte e che le elezioni non erano affatto "libere". Dal momento in cui il veče venne meno alla propria funzione decisoria, la Repubblica di Novgorod, per Janin, si trasformò in null'altro che un'oligarchia con scarsissima connotazione democratica. Dimostrò inoltre che, da tale svolta, i boiardi latifondisti divennero di gran lunga più potenti delle classi dei mercanti e degli artigiani, che fino ad allora avevano giocato un ruolo significativo nella vita politica dello Stato. L'interpretazione di Janin non è comunque universalmente accettata. 
Originariamente il posadnik era unico, ma gradualmente più persone assunsero tale carica tanto che, alla fine dell'esperienza repubblicana, ve ne erano all'incirca 24. Vi erano inoltre posadnik a capo di ogni quartiere cittadino. La moltiplicazione del titolo data agli anni 1350, quando il posadnik Ontsifor Lukinič introdusse una serie di riforme. I posadnik non più in carica assunsero il titolo di staryj posadnik (in russo старый посадник?, lett. "vecchio posadnik) mentre colui il quale lo era ancora di diritto era chiamato stepennyj posadnik (in russo степенный посадник?). A seguito delle riforme degli anni 1416-1417, il numero di posadnik si triplicò e lo stepennyj posadnik venne eletto per un periodo di sei mesi. In tal modo i vari clan boiardi riuscirono a spartirsi il potere in modo tale da riuscire ad influire sul controllo della città indipendentemente dai risultati delle votazioni. Alcuni studiosi hanno ipotizzato che, al fine di ovviare alla situazione di sostanziale ingovernabilità che tale riforma aveva comportato, l'Arcivescovo di Novgorod fosse diventato il reale capo della Repubblica. Tuttavia anche quest'ultimo sembrerebbe aver condiviso il potere con le fazioni boiarde e le decisioni emanate per il governo della città parrebbero essere il frutto di un compromesso tra le diverse istanze dei vari clan. Questa circostanza, secondo il parere dei più, rappresenterebbe una delle cause che hanno portato alla conquista di Novgorod da parte del Granducato di Mosca e, conseguentemente, alla fine della sua indipendenza.
La carica di posadnik, così come il veče, fu abolita quando la città fu conquistata dal Gran Principe di Mosca Ivan III nel 1478.

## Pskov
A Pskov si succedettero 78 posadnik tra il 1308 e il 1510. Tale carica fu abolita nel 1510, quando il Gran Principe Basilio III prese il controllo della città.